# 데이비드 맥기니스
데이비드 리 맥기니스(영어: David Lee McInnis 데이비드 리 매키니스[*], 1973년 12월 12일 ~ )는 미국의 배우이다.

## 성장 과정
데이비드 리 맥기니스는 그린베이에서 독일계 및 아일랜드계 아버지 토머스(Thomas)와 한국계 어머니 다이애나 맥기니스 (이숙향) 사이에서 태어났다. 앤티고와 호놀룰루에서 자랐다.

## 출연 작품
| 연도   | 작품명                | 원제                         | 역할           | 기타                      |
| ------ | --------------------- | ---------------------------- | -------------- | ------------------------- |
| 1998년 | 컷 런스 딥            | The Cut Runs Deep            | 제이디         |                           |
| 2005년 | 태풍                  | Typhoon                      | 쏨차이         |                           |
| 2007년 | 기담                  | 奇談, Epitaph                | 온지 코시로    |                           |
| 2007년 | 두번째 사랑           | Never Forever                | 앤드류         |                           |
| 2007년 | 에어시티              | Air city                     | 찰리 위        |                           |
| 2009년 | 아이리스              | IRIS                         | 스티븐         |                           |
| 2010년 | 포화 속으로           | 71 Into The Fire             | 미군 존스 하사 |                           |
| 2011년 | 하와이 파이브-0       | Hawaii Five-0                | 켄 나코아      | 시즌 2 에피소드 9회, 10회 |
| 2013년 | 아이리스 2            | IRIS 2                       | 레이           |                           |
| 2013년 | 구가의 서             | 九家의 書                    | 카게시마       |                           |
| 2016년 | 태양의 후예           | Descendants of the Sun       | 아구스         |                           |
| 2017년 | 맨투맨                | Man to Man                   | 페트로프       | 특별출연                  |
| 2017년 | 아르곤                | Argon                        | 로버트 윈스턴  | 특별출연                  |
| 2018년 | 미스터 션샤인         | Mr. Sunshine                 | 카일 무어      |                           |
| 2019년 | 킬잇                  | Kill It                      | 파벨           | 특별출연                  |
| 2019년 | 루키스                | 素人特工                     | 아이언 피스트  |                           |
| 2020년 | 미스터 주: 사라진 VIP | MR. ZOO: THE MISSING VIP     | 드미트리       |                           |
| 2020년 | 삼진그룹 영어토익반   | SAMJIN COMPANY ENGLISH CLASS | 빌리박 사장    |                           |
| 2021년 | 조선구마사            | Joseon Exorcist              | 니콜라스 신부  |                           |

## 광고
- 2002년 스피드 011 UTO
- 2018년 CJ오쇼핑 다니엘 크레뮤